# Luke Vibert
Luke Vibert, all'anagrafe Luke Francis Vibert, (Redruth, 6 gennaio 1973), è un musicista e produttore discografico britannico, noto per il suo lavoro in molti sottogeneri della musica elettronica.

## Biografia
Inizia la sua carriera musicale come membro dei Hate Brothers e, successivamente, si cimenta come solista e compositore sotto diversi alias, tra i più conosciuti: Plug e Wagon Christ.
Nella prima metà degli anni '90, con lo pseudonimo di Wagon Christ, Vibert contribuisce, di fatto, a ridefinire le regole della musica elettronica nel Regno Unito.
Accanto ad artisti come Richard D. James (Aphex Twin), Tom Jenkinson (Squarepusher), Mike Paradinas (μ-Ziq), Chris Jeffs (Cylob) e grazie ad etichette come Rephlex e Warp, pubblica lavori fondamentali che ottengono successo di critica e pubblico.
Il giornalista Andrez Bergen  in un articolo apparso sul quotidiano giapponese Daily Yomiuri nel 2003, scrisse: "Luke Vibert assimila elementi diversi, come beats hip hop e drum & bass ridefinendo la più eccentrica  elettronica che ha dato modo di ottimizzare, e dare impulso a una insurrezione virtuale del suono in tutto il mondo."
Pubblica per: Rephlex Records - Planet Mu - Ninja Tune - Mo' Wax - Warp